# Смішні птахи
«Смішні птахи» («Au fil des saisons») — французько-бельгійсько-британський кінофільм 2024 року, знятий режисерами Марко Ла Вією і Ханною Ладоул.

## Сюжет
20-річна Чарлі повертається на сімейну ферму у Вірджинії, щоб допомогти своїй хворій матері Лорі. У них різні цілі в житті: Чарлі вивчає фінанси, а Лора керує птахофермою. Після довгої відсутності на ферму приїжджає Соланж, мати Лори, ексцентрична француженка-феміністка. Соланж виїхала з Америки, коли її дочка була ще дитиною, і відтоді вони практично не бачилися. Тепер ці три різні жінки мають якось ужитися разом.

## У ролях
- Катрін Денев — Соланж Фагард
- Андреа Райзборо — Лора Сандерс
- Морган Сейлор — Чарлі
- Найма Гебраїл Кіджо — Джоанна
- Джон Робінсон — Себастьян
- Джозеф Олівенн — Генрі
- Кен Семюелс — шериф Міллер
- Марія Макклург — помічник шерифа Гарріс

## Знімальна група
- Режисер — Марко Ла Вія, Ханна Ладоул
- Сценарій — Марко Ла Вія, Ханна Ладоул
- Продюсер — Еме Бюїдін, Рафаель Ґіндре, Жюльєн Мадон
- Оператор — Вірджіньї Сурдай
- Композитор — Хуан Кортес
- Художник — Жакі Фоконньє, Люк Танге, Тьєррі Ван Каппеллен
- Монтаж — Камілль Дельпра